# Hetmanat cosac
L'Hetmanat cosac (ucraïnès: Гетьма́нщина Hetmànsxina), oficialment conegut com la Host de Zaporíjia (ucraïnès: Військо Запорозьке Viïsko Zaporozke; llatí: Exercitus Zaporoviensis) fou un estat cosac ucraïnès a la regió d'Ucraïna central entre 1648 i 1764 (tot i que el seu sistema administratiu-judicial va persistir fins al 1782).
L'hetmanat va ser fundat per l'hetman de la host de Zaporíjia Bohdan Khmelnitski durant la revolta de 1648–57. L'establiment de relacions vassalles amb el tsarat de Rússia en el tractat de Pereiàslav de 1654 es considera un referent de l'hetmanat cosac en la historiografia soviètica, ucraïnesa i russa. El segon consell de Pereiàslav el 1659 va restringir encara més la independència de l'Hetmanat, i des del bàndol rus hi va haver intents de declarar els acords assolits amb Iuri Khmelnitski el 1659 com a res més que els "antics acords de Bohdan" de 1654. El tractat d'Andrússovo de 1667, conclòs sense cap representació de l'Hetmanat cosac, va establir fronteres entre els estats polonès i rus, va dividir l'Hetmanat per la meitat al llarg del Dniéper i va posar la Sitx de Zaporíjia sota una administració formal conjunta russopolonesa. Va servir com a barrera contra el tsarat de Rússia per als seus oponents militars.
El 1709, durant la Gran Guerra del Nord, va intentar, sense èxit, convertir-se en un protectorat de l'Imperi Suec. Durant el segle xviii va perdre progressivament la seva autonomia política i econòmica. El 1764 per ordre de l'emperadriu Caterina II de Rússia, la institució de l'hetman va ser abolida, i un any més tard l'Hetmanat cosac es va incorporar com a gubèrnia de la Petita Rússia dirigida per Piotr Rumiàntsev, amb les últimes restes del sistema administratiu de l'Hetmanat abolides el 1781.

## Nom
El nom oficial de l'Hetmanat cosac era Host Zaporíjia, ucraïnès: Військо Запорозьке, Viïskо Zaporozkе. El terme historiogràfic Hetmanat (ucraïnès: Гетьманщина, Hetmànsxina, "estat hetman") va ser encunyat a finals del segle xix, com a derivat de la paraula hetman, el títol del general de l'exèrcit de Zaporíjia. Host Zaporíjia significa "un exèrcit de Zaporíjia", on Zaporíjia (que significa "més enllà dels ràpids" en ucraïnès) és una regió històrica i geogràfica al sud d'Ucraïna centrada a la Sitx de Zaporíjia com a derivat de la paraula hetman, el títol del general de l'exèrcit de Zaporíjia. Host Zaporíjia significa "un exèrcit de Zaporíjia", així com un nom general dels cosacs ucraïnesos com a organització política i militar.
En la correspondència diplomàtica russa s'anomenava la Petita Rússia, rus: Малороссия, Malorossiia; en fonts poloneses i otomanes i àrabs apareix com a Ucraïna o Kozakia. L'Hetmanat cosac va ser anomenat el país d'Ucraïna, turc: Ukrayna memleketi per l'Imperi Otomà. També s'hi referien com a Ucraïna o Terra dels Cosacs, llatí: Ukrania quae et Terra Cosaccorum, o Estat ucraïnès, polonès: Ukraińskie Państwo (en el text del tractat de Bútxatx).
El fundador de l'Hetmanat, Bohdan Khmelnitski, es va autodeclarar governant de l'estat de Rutènia (o estat de la Rus) al representant polonès Adam Kisiel el febrer de 1649. El seu contemporani, el metropolità Sylwester Kossów el va reconèixer com "el líder i el comandant de la nostra terra". A la seva carta a Constantin Șerban (1657) es referia a si mateix com a Clementiae divinae Generalis Dux Exercituum Zaporoviensium.

## Història

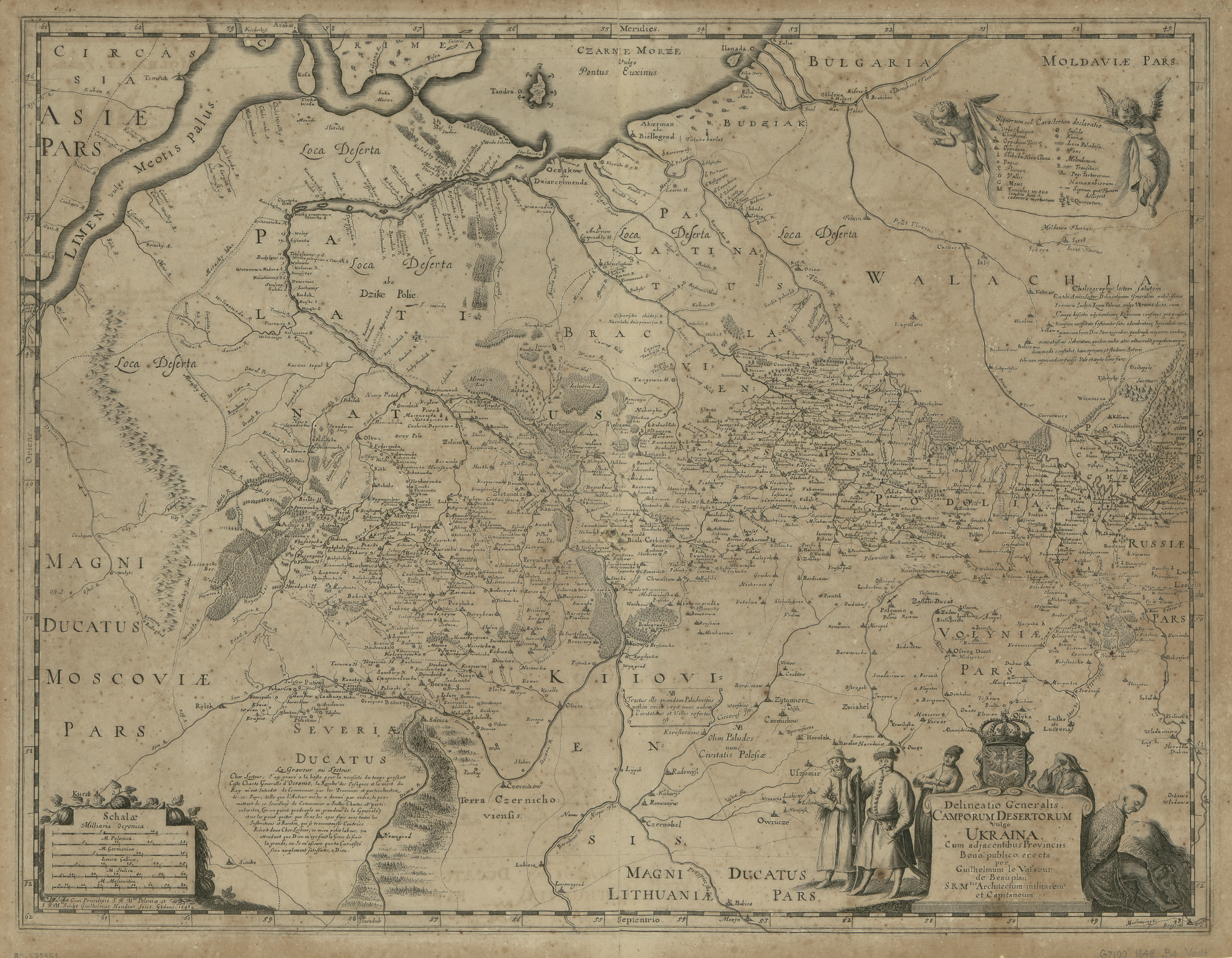
Camps deserts, simplement Ucraïna el 1648 (Camporum Desertorum vulgo Ukraina)

### Establiment
Després de moltes campanyes militars reeixides contra els polonesos, l'hetman Bohdan Khmelnitski va fer una entrada triomfal a Kíev el Nadal de 1648, on va ser aclamat com alliberador del poble de la captivitat polonesa. El febrer de 1649, durant les negociacions a Pereiàslav amb una delegació polonesa, Khmelnitski havia deixat clar als polonesos que volia ser l'hetman de Rutènia i que podia arribar fins a Chełm i Hàlitx. Els va advertir de la seva intenció de reprendre la campanya militar.

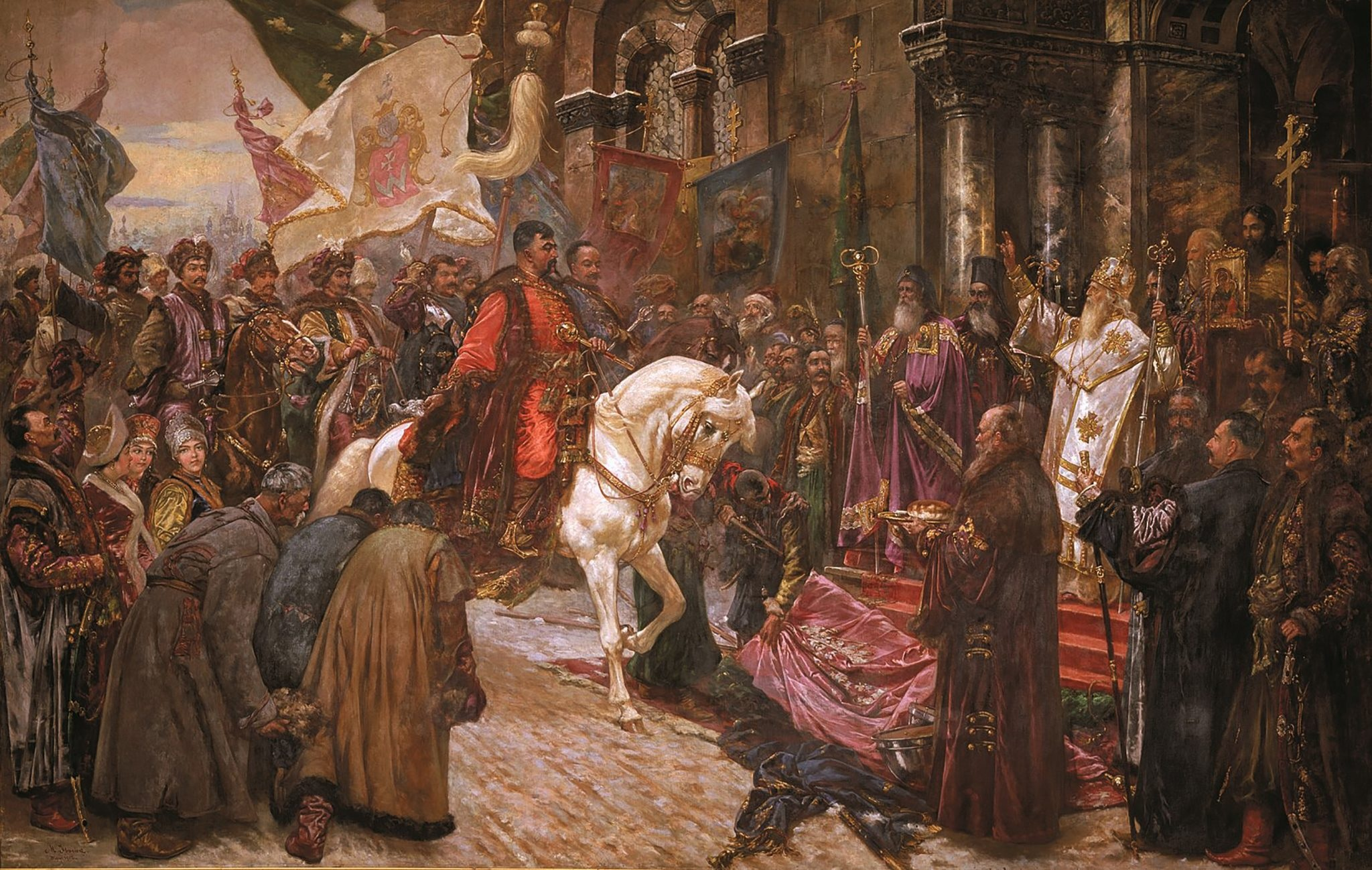
Entrada triomfal de l'hetman Bohdan Khmelnitski a Kíev el 1648

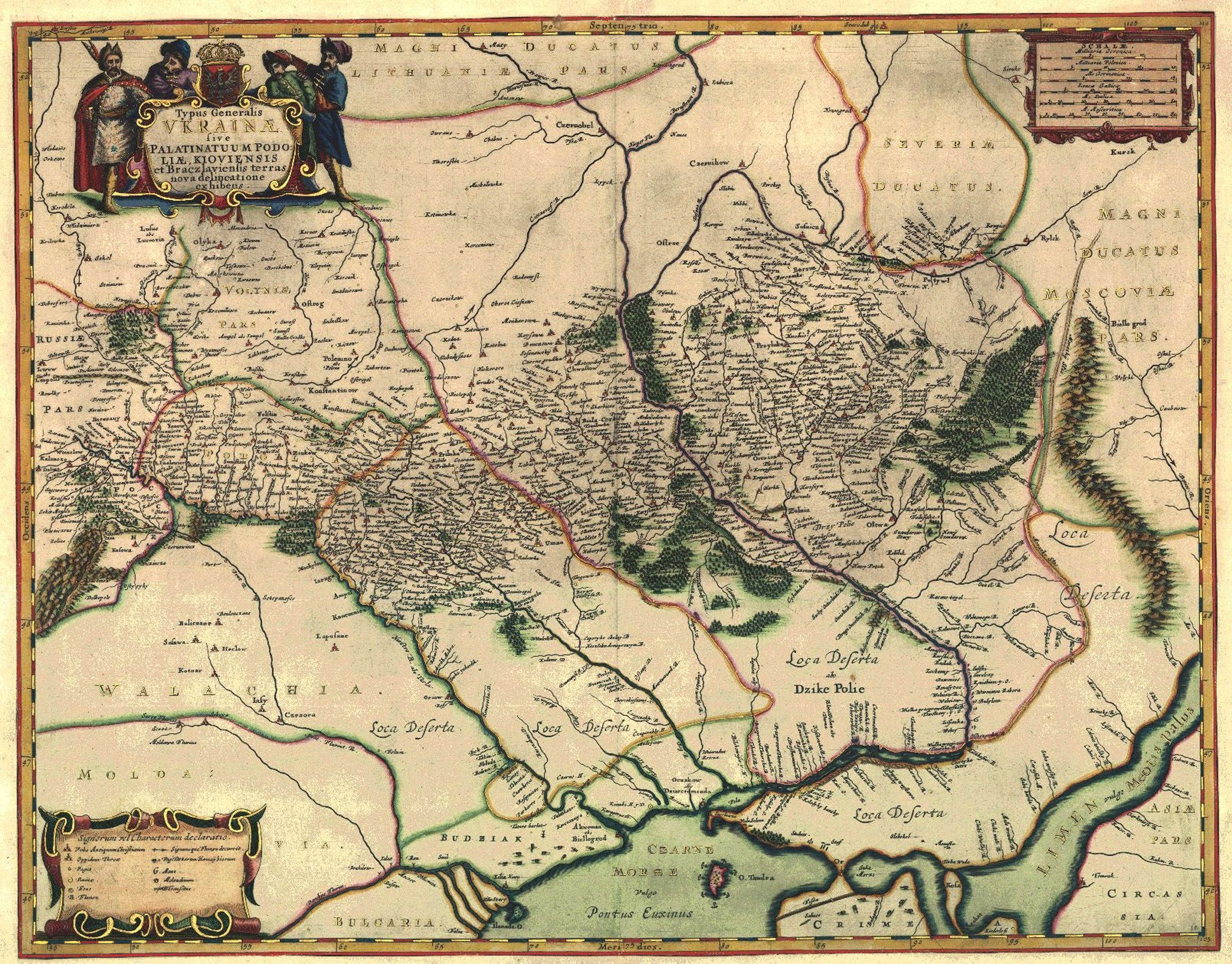
Ucraïna o el país dels cosacs (VKRAINE ou PAYS DES COSAQVES) 1690, Vincenzo Maria Coronelli

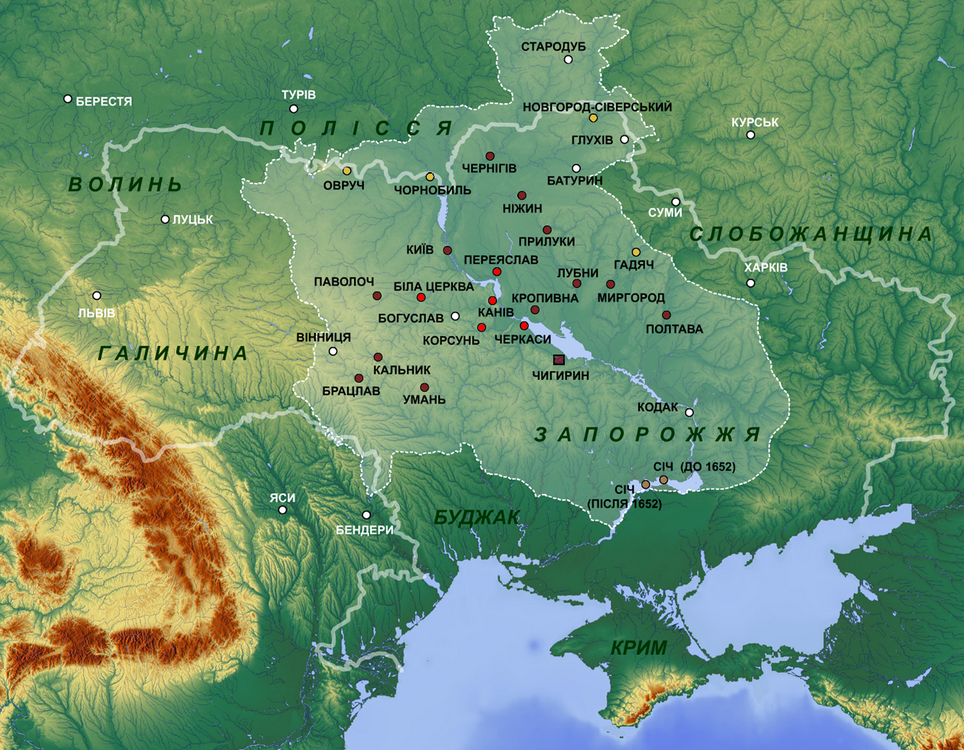
Hetmanat (1649-1654) amb el rerefons de l'actual Ucraïna

Quan la delegació retornada va informar Joan II Casimir de la nova campanya de Khmelnitski, el rei va convocar tot l'exèrcit de voluntaris szlachta, mentre enviava les tropes regulars contra els cosacs al sud de Volínia. Tanmateix, després d'obtenir un informe d'intel·ligència de les forces cosaques superiors, les tropes poloneses es van retirar a Zbàraj per establir-hi una defensa. Les forces de Jeremi Wiśniowiecki van reforçar els defensors de Zbàraj mentre prenia el comandament de totes les forces poloneses. Khmelnitski va assetjar la ciutat desgastant-la mitjançant una sèrie d'atacs aleatoris i el llançament de projectils. El rei, mentre s'afanyava a ajudar Wiśniowiecki, va ser emboscat amb les seves forces recentment aplegades. Khmelnitski va deixar part del seu exèrcit amb Ivan Txornota prop de Zbàraj i, juntament amb İslâm III Giray i les forces principals va sortir a encontrar-se amb l'exèrcit reial. Les forces principals de les tropes ucraïneses i poloneses es van trobar prop de Zbòriv al riu Stripa.
L'exèrcit de Joan Casimir fou agafat per sorpresa. Només gràcies a un contraatac dels mercenaris alemanys, el rei va poder evitar una derrota. Tanmateix, la situació al camp polonès s'havia tornat crítica. La manca d'homes i de provisions no permetia esperar que es mantinguessin les posicions, i encara menys que es guanyés. Per tant, Joan Casimir va començar les negociacions amb el khan. Aquest va acceptar de negociar i va concloure un acord amb el rei polonès, que va prometre als tàrtars pagar-los una gran suma de diners i permetre'ls capturar esclaus i saquejar les terres ucraïneses de camí a Crimea. A més, la destrucció completa de l'exèrcit polonès no interessava al khanat, ja que enfortiria massa els cosacs. En aquesta situació, el khan va obligar Khmelnitski a iniciar negociacions de pau amb els polonesos.
Finalment, Khmelnitski va signar el tractat de Zbòriv a l'agost de 1649, amb un resultat una mica inferior al que el líder cosac havia previst a la seva campanya.
Com a governant de l'Hetmanat, Khmelnitski es va dedicar a la construcció de l'estat en múltiples àmbits: militar, administratiu, financer, econòmic i cultural. Va investir l'host de Zaporòjia sota el lideratge del seu hetman amb el poder suprem en el nou estat rutè, i va unificar totes les esferes de la societat ucraïnesa sota la seva autoritat. Això implicaria la construcció d'un sistema de govern i una administració militar i civil desenvolupada a partir dels oficials cosacs i els nobles rutens, així com l'establiment d'una elit dins de l'estat hetman cosac.
L'Hetmanat utilitzava la moneda i llengua poloneses a l'administració i al govern. No obstant això, després de la treva d'Andrusovo el 1667, la "llengua senzilla" (ucraïnès: проста мова, o la llengua vernacla comunament parlada d'Ucraïna, va començar a ser escrita i àmpliament utilitzada en els documents oficials de l'hetmanat cosac.

### Protectorat rus
Després que els tàtars de Crimea traïssin els cosacs per tercera vegada el 1653, Khmelnitski es va adonar que ja no podia dependre del suport otomà contra Polònia, i es va veure obligat a recórrer al tsarat de Rússia per demanar ajuda. Els últims intents de negociació van tenir lloc el gener de 1654 a la ciutat de Pereiàslav entre Khmelnitski amb els líders cosacs i l'ambaixador del tsar, Vassili Buturlin. El tractat es va concloure a l'abril a Moscou pels cosacs Samiïlo Bohdanòvitx-Zarudni i Pavlò Tetèria, i per Aleksei Trubetskoi, Vassili Buturlin i altres boiars. Com a resultat del tractat, la host de Zaporòjia va obtenir un estatus autònom de l'Hetmanat dins de l'estat rus. El tractat també va provocar la guerra russo-polonesa de 1654–1667.

### La Ruïna

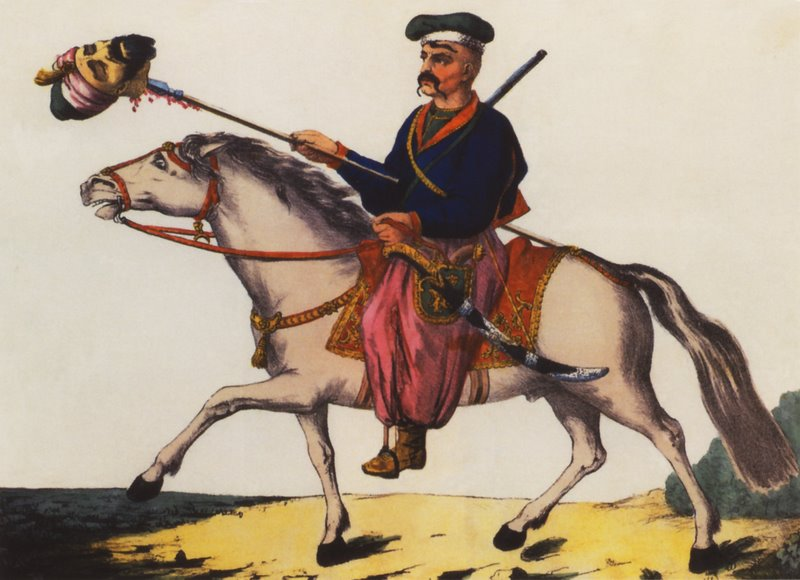
Genet cosac amb un cap de tàrtar

El període de la història de l'Hetmanat conegut com a "Ruïna", que va durar de 1657 a 1687, va estar marcat per constants guerres civils a tot l'estat. Després de la mort de Bohdan Khmelnitski el 1657, el seu fill de setze anys, Iuri Khmelnitski, va ser elegit com a successor. Tot i això, el fill no només era massa jove i inexpert, sinó que també mancava clarament del carisma i les qualitats de lideratge del seu pare.
En resposta, Ivan Vihovski, escrivà general (ucraïnès: писар, píssar) de l'Hetmanat i conseller de Bohdan Khmelnitski, va ser elegit hetman el 1657 pel consell d'starxina. A aquesta decisió s'hi van oposar la host de Zaporíjia i el coronel (ucraïnès: полковник, polkóvnik) de Poltava Martín Puixkar, que va dirigir la resistència contra les forces que no reconeixien el nou ordre de restauració de la noblesa. Juntament amb l'ataman de Kix Iàkiv Barabaix, el coronel va provocar un aixecament al marge esquerre d'Ucraïna i va demanar l'ajuda de l'únic aliat possible: el Tsarat de Moscou. El tsar va intentar inicialment reconciliar les parts, però després va enviar un exèrcit per donar suport o bé l'hetman en cas d'expulsió dels tàrtars, o bé als insurgents en cas d'incompliment d'aquesta condició.
En un any, l'hetman va aconseguir reprimir l'oposició per la força. Després de la política obertament pro-polonesa de Vihovski, donat el suport obert continuat del govern de Moscou a les forces anti-hetman, va continuar retirant-se de la protecció tsarista. L'any 1658, prop de Hàdiatx, el consell cosac juntament amb els emissaris de la Mancomunitat de Polònia-Lituània van aprovar un acord presentat per l'hetman per tornar Ucraïna al domini de la Corona. El tractat de Hàdiatx es basava en la idea de transformar la Confederació en una unió de Polònia, Lituània i la Rússia cosaca. En resposta, Moscou va enviar un exèrcit a Ucraïna, que, tanmateix, va ser derrotat per Vihovski i els seus aliats el 1659 prop de Konotop. Malgrat la victòria, l'hetman no va poder aprofitar-la: el Sejm de Varsòvia va retallar el text del tractat de Hàdiatx signat durant les negociacions. Això va enfurir tots els cosacs i va ajudar a restaurar la influència pro-Moscou al marge esquerre. Al mateix temps, les forces de la Sitx, dirigides per Ivan Sirko, van fer una marxa no autoritzada a la Crimea aliada de Vihovski. El setembre de 1659, l'hetman va ser enderrocat en un consell negre prop de Hermanivka per "vendre Ucraïna als polonesos". Vihovski va escapar, i Iuri Khmelnitski, de 18 anys, fill del difunt Bohdan, va ser elegit nou hetman a Bila Tserkva.

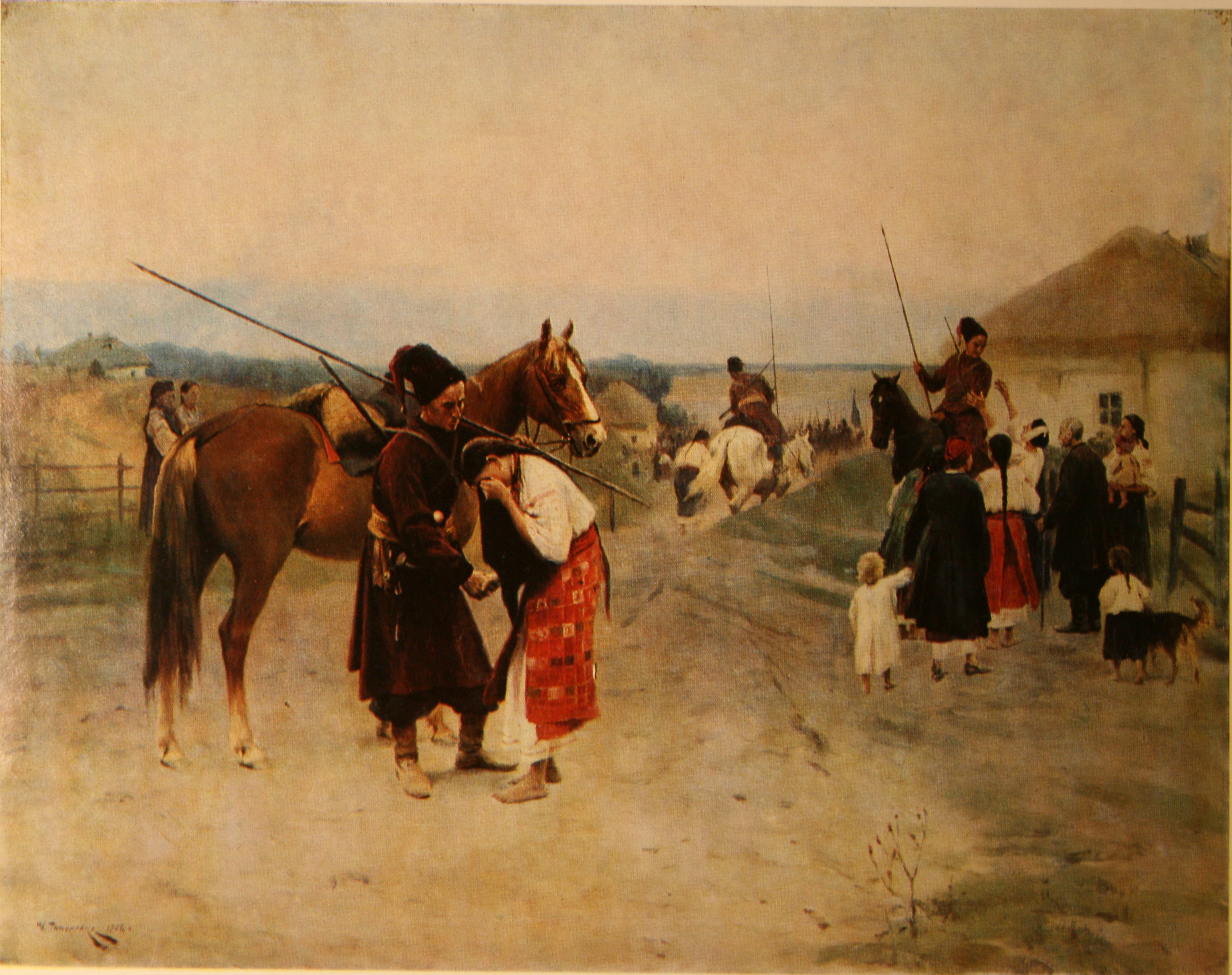
A la guerra!, per Mikola Pimonenko (1902)

El 1659, sota la pressió del bàndol de Moscou, el jove Khmelnitski va signar els articles de Pereiàslav. Van tornar l'Hetmanat a l'òrbita del Tsarat de Moscou, van limitar l'autogovern cosac i els drets del metropolitanat de Kíev. Els articles van fer que els oficials cosacs es dividissin en pro-Moscou del marge esquerre i anti-Moscou del marge dret. Esperant el suport dels cosacs en la lluita contra la Commonwealth, el 1660 el govern tsarista va llançar una ofensiva a la riba dreta, però va ser derrotat per l'exèrcit de la Mancomunitat prop de Txúdniv. Per això, Khmelnitski va signar el tractat de Slobodisxe amb els polonesos, un nou tractat sobre la transició de l'Hetmanat sota la protecció del rei de la Mancomunitat. El consell cosac de Korsun va aprovar l'acord, però els regiments del marge esquerre no el van reconèixer. Es van mantenir lleials al Tsarat de Moscou i van escollir Iakim Somkó, oncle del jove Khmelnitski, com a hetman en funcions. Va esclatar una guerra civil entre els cosacs d'ambdós marges del Dniéper, que es va anomenar Ruïna.
Durant 1661–1662, Khmelnitski va intentar destruir Somko sense èxit, però finalment va ser derrotat prop de Kàniv. El 1662 l'infortunat hetman va abdicar i es va fer monjo. El 1663, el Consell de notables del marge dret de Txihirin va escollir Pavlò Tetèria com a nou cap d'estat. Al mateix temps, al Consell Negre prop de Nijin, els cosacs del marge dret van deposar Somko i van escollir Ivan Briukhovetski com el seu hetman. El 1664–1665, les tropes d'ambdós marges van continuar una guerra intestina sense èxit, durant la qual l'autoritat d'ambdós hetmans va disminuir. Com a resultat, Tetèria va renunciar i va fugir a la Mancomunitat. Briukhovetski, després d'haver signat els articles de Moscou el 1665, va intentar aconseguir el suport del govern tsarista. Segons aquests articles, la població ucraïnesa no cosaca del marge esquerre va ser transferida a la jurisdicció del govern de Moscou, i les principals ciutats ucraïneses, inclosa la Fortalesa Kodak a Zaporòjia, eren ara controlades per les tropes de Moscou.
El 1667, la guerra russo-polonesa va acabar amb el tractat d'Andrússovo, que dividia l'hetmanat cosac al llarg del riu Dniéper: el marge esquerre d'Ucraïna gaudia d'un cert grau d'autonomia dins del Tsarat de Rússia, mentre que el marge dret d'Ucraïna continuava formant part de la Mancomunitat de Polònia-Lituània, i va ser ocupada temporalment per l'Imperi Otomà en el període de 1672-1699 (vegeu el tractat de Bútxatx i el tractat de Karlowitz). Durant un breu temps, Petrò Doroixenko es va convertir en l'hetman de les dues ribes. Després de la traïció de Demiàn Mnohohrixni i una nova ofensiva polonesa, Doroixenko va concloure una aliança amb els otomans, que li van concedir Ucraïna, mentre que l'hetman acceptava donar suport a l'acció militar otomana amb el seu exèrcit. "El 1669, la Sublim Porta va emetre una patent (berat, nişan) que atorgava a Doroixenko tota l'Ucraïna cosaca com a sandjak o província otomana". Després de la derrota dels otomans a la batalla de Viena el 1683, Polònia va aconseguir recuperar la riba dreta d'Ucraïna el 1690, excepte la ciutat de Kíev, i la va reincorporar als seus respectius voivodats de la Mancomunitat de Polònia-Lituània, mentre que l'administració de l'Hetmanat fou abolida entre 1699 i 1704.

### Temps de Mazepa

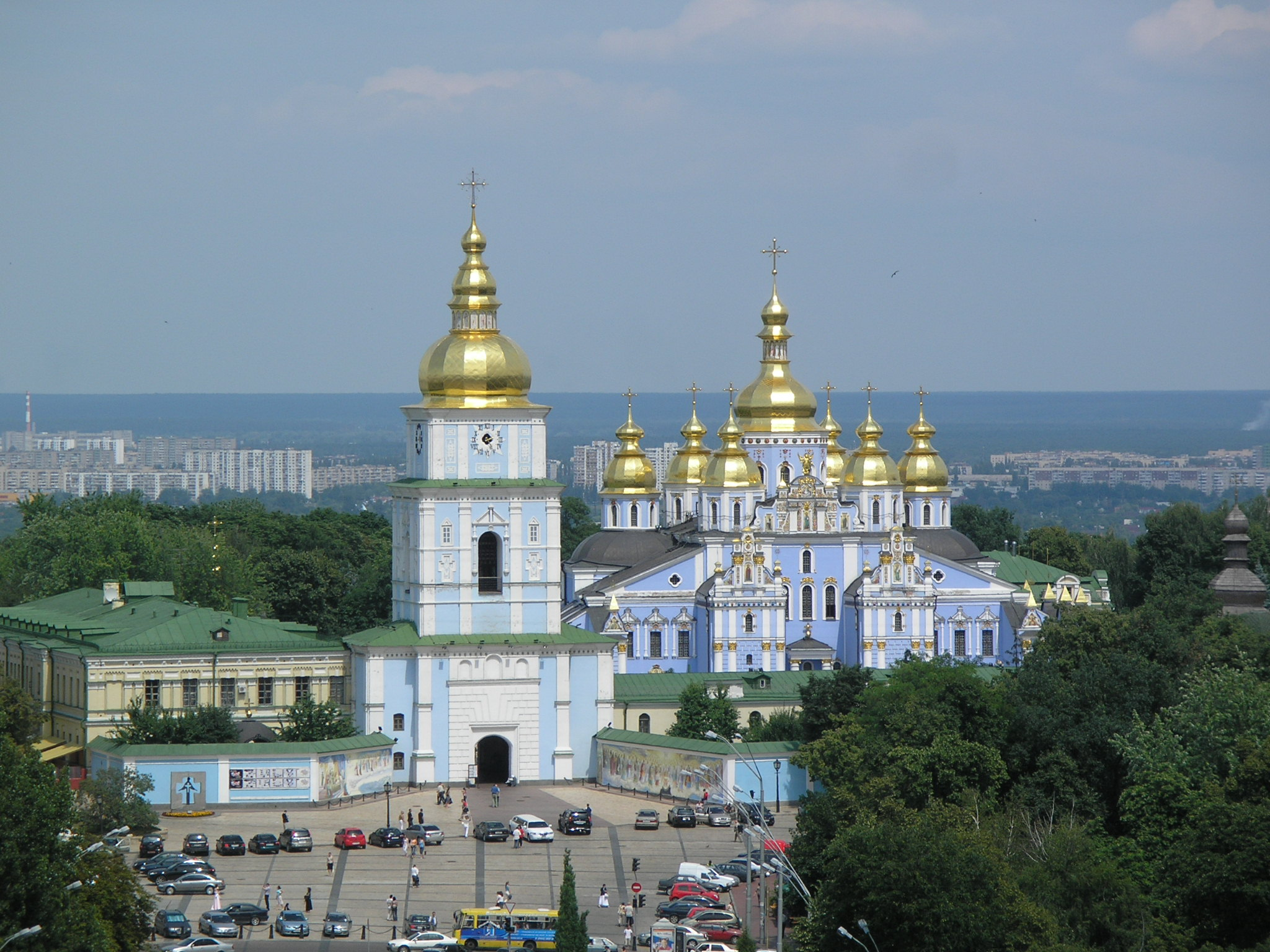
El Monestir de Sant Miquel de les Cúpules Daurades a Kíiv, construït amb fons de l'hetman Ivan Mazepa

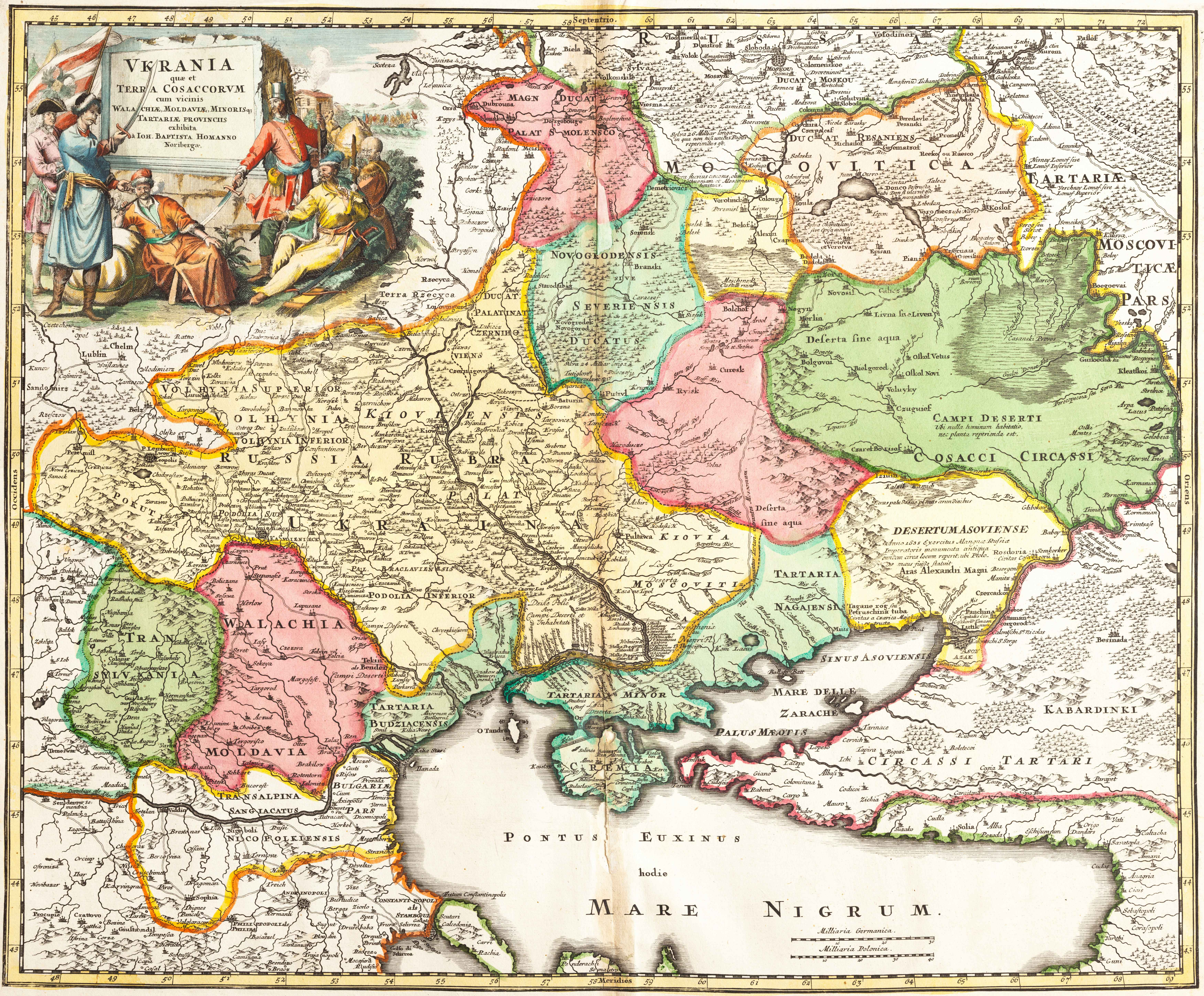
Un mapa de 1720 de Johann Baptist Homann: Ucraïna o terra cosaca

El període de la Ruïna va acabar efectivament quan Ivan Mazepa va ser elegit hetman, un càrrec que va ocupar des de 1687 fins a 1708. Va aportar estabilitat a l'hetmanat, que es va tornar a unir sota un sol hetman. L'Hetmanat va florir sota el seu govern, especialment en la literatura i l'arquitectura. L'estil arquitectònic que es va desenvolupar durant el seu regnat va ser anomenat estil barroc cosac.
Durant el seu regnat, va esclatar la Gran Guerra del Nord entre Rússia i Suècia. L'aliança de Mazepa amb Pere I va provocar grans pèrdues de cosacs i la interferència russa en els afers interns de l'Hetmanat. Quan el tsar es va negar a defensar Ucraïna contra el rei polonès Estanislau Leszczyński, un aliat de Carles XII de Suècia, Mazepa i alguns cosacs de Zaporòjia es van aliar amb els suecs el 28 d'octubre de 1708. La decisiva batalla de Poltava (el 1709) va ser guanyada per Rússia, i posà fi a l'objectiu d'independència de Mazepa, promesa en un tractat anterior amb Suècia.
Després de la batalla de Poltava, l'autonomia de l'Hetmanat es va convertir en nominal i es va establir la gubèrnia de Kíev. L'Imperi Rus també va començar a purgar tots els sospitosos aliats de Mazepa, fet que culminà amb les execucions de cosacs a Lebedín. Això va provocar la mort de més de 900 oficials cosacs, acusats de traïció.

### Fi de la Host de Zaporíjia
Durant el regnat de Caterina II de Rússia, l'autonomia de l'hetmanat cosac va ser progressivament destruïda. Després de diversos intents anteriors, el càrrec d'hetman va ser finalment abolit pel govern rus el 1764, i les seves funcions van ser assumides pel prikaz de la Petita Rússia, amb la qual cosa s'incorporava totalment l'hetmanat a l'Imperi Rus.
El 7 de maig de 1775, l'emperadriu Caterina II va emetre una ordre directa de destruir la Sitx de Zaporíjia. El 5 de juny de 1775, l'artilleria i la infanteria russes van envoltar la Sitx i la van arrasar. Les tropes russes van desarmar els cosacs i els arxius del tresor van ser confiscats. L'otamana Koixovi, Petrò Kalnixevski, va ser arrestat i empresonat a l'exili al monestir de Solovetski. Això va marcar el final dels cosacs zaporoges.